# 里察马拉尊
敦里察马拉尊（英語：Richard Malanjum；1952年10月13日—）是一名马来西亚法官，前任马来西亚首席大法官。他在加入司法部门前是一名执业律师，同时也是沙巴州法律协会主席。
里察马拉尊于1992年加入司法部门担任司法专员，并于不久后成为高等法院法官，后来被任命为上诉法院法官，随后又被任命为联邦法院法官。他于2006年7月26日成为沙巴與砂拉越首席法官。2018年7月11日，他被当时的马来西亚最高元首苏丹莫哈末五世陛下委任为马来西亚首席大法官，成为马来西亚司法机构的首脑，同时也是第一位来自东马来西亚和卡达山－杜顺裔的法官就任该职。

## 教育与学历
里察马拉尊于斗亚兰当地的小学和亚庇市区的喇沙中学完成中学教育。
1972年，里察马拉尊于玛拉工艺大学毕业，并于1975年获得法学学士学位（LL.B）。随后，他到伦敦大学继续深造，并在第二年完成了他的律师课程。

## 职业生涯
里察马拉尊的职业生涯始于在马来西亚农业部、马来西亚电视与广播部，和马来西亚教育部担任书记和职员，后来担任马来西亚国家福利部的官员。
里察马拉尊在获得法律学位后便开始到沙巴州首席部长办公室任职，并被任命为沙巴州检察长办公室的副检察官。随后，他便前往位于英国的格雷律師學院继续深造。回到马来西亚后，他回到沙巴州首席部长办公室继续以同样的职位服务。
1977年，他正式成为一名事务律师，并于1991年加入澳大利亚首都直辖区律师协会。
1981年，里察马拉尊辞去了他在沙巴州检察长办公室的所有职务，并加入了位于亚庇的一家律师事务所，随后他成为了沙巴州法律协会的会长。
1992年，里察马拉尊被任命为司法专员。并于不久后成为高等法院法官，后来被任命为上诉法院法官，随后又被任命为联邦法院法官。
2006年，里察马拉尊成为首位自马来西亚成立以来被任命为沙巴和砂拉越首席法官的沙巴居民。在此之前，这个职位一直是由一位来自英国、一位来自西马和一些来自砂拉越州的人士担任。
2018年7月11日，里察马拉尊宣誓就任联邦首席大法官，成为马来西亚建国以来第一位来自婆罗洲州属的首席大法官。2019年4月13日，因达到法定退休年龄，卸任首席大法官一职。

## 纳吉SRC洗钱案
2019年3月27日，由联邦法院首席大法官里察马拉尊领导的七司一致裁决，撤销前首相纳吉·阿都拉萨在SRC国际案的暂缓令。
2019年3月29日，消息披露，纳吉SRC国际公司汇款案的检控团队将致函里察马拉尊，要求展延其他的一马公司案件，以优先审理SRC案。
2019年4月10日，纳吉上诉失败，无法取得封口令禁止媒体和公众，议论SRC国际公司4200万令吉案，同时也不可索取额外文件。纳吉挑战总检察长汤米·汤姆斯，将他的案件从地庭移交高庭审理的程序，惟也以失败告终。以里察马拉尊为首的联邦法院七司，一致驳回纳吉所提出的上述3项上诉。

## 荣誉
- 马来西亚 :
  -  联邦王冠效忠领袖勋章 (PSM) – 丹斯里 (2008)
  -  联邦王冠效忠斯里勋章 (SSM) – 敦 (2020)[15]
- 吉兰丹 :
  -  吉兰丹效忠斯里勋章 (SPSK) – 拿督 (2006)[16]
- 彭亨 :
  -  彭亨王冠斯里勋章 (SIMP) – 拿督，现为拿督英特拉 (2004)
  -  苏丹阿末沙效忠斯里勋章 (SSAP) – 拿督斯里 (2006)[17]
- 沙巴 :
  -  神山辉煌勋章 (PGDK) – 拿督 (1998)
  -  神山领袖勋章 (SPDK) – 拿督斯里邦里玛 (2006)[18]